# Чорнянська сільська рада (Каховський район)
Чорня́нська сільська́ ра́да — адміністративно-територіальна одиниця та орган місцевого самоврядування в Каховському районі Херсонської області. Адміністративний центр — село Чорнянка.

## Загальні відомості
- Територія ради: 87,84 км²
- Населення ради: 3 504 особи (станом на 2001 рік)

## Населені пункти
Сільській раді підпорядковані населені пункти:
- с. Чорнянка

## Склад ради
Рада складається з 23 депутатів та голови.
- Голова ради: Хома Ірина Вікторівна

### Керівний склад попередніх скликань
| Прізвище, ім'я, по батькові | Основні відомості                                                 | Дата обрання | Дата звільнення |
| --------------------------- | ----------------------------------------------------------------- | ------------ | --------------- |
| Мась Сергій Петрович        | Сільський голова, 1969 року народження, безпартійний              | 26.03.2006   | 31.10.2010      |
| Сєров Юрій Миколайович      | Сільський голова, 1964 року народження, освіта вища, безпартійний | 09.09.2012   | 03.03.2014      |
| Хома Ірина Вікторівна       | Сільський голова, 1977 року народження, освіта вища, позапартійна | 26.10.2014   |                 |

Примітка: таблиця складена за даними сайту Верховної Ради України

### Депутати
За результатами місцевих виборів 2010 року депутатами ради стали:

#### За суб'єктами висування
| Суб'єкт висування                                       | Кількість обраних депутатів | %    |
| ------------------------------------------------------- | --------------------------- | ---- |
| Комуністична партія України                             | 11                          | 47,8 |
| Партія регіонів                                         | 5                           | 21,7 |
| Політична партія Всеукраїнське об'єднання «Батьківщина» | 4                           | 17,4 |
| Самовисування                                           | 3                           | 13   |

#### За округами
| № округу                                                | Прізвище, ім'я, по батькові        | Дата визнання обраним | Освіта  | Партійна приналежність                        | Відомості про обраного депутата                                                    |
| ------------------------------------------------------- | ---------------------------------- | --------------------- | ------- | --------------------------------------------- | ---------------------------------------------------------------------------------- |
| Комуністична партія України                             |                                    |                       |         |                                               |                                                                                    |
| 3                                                       | Грабець Валерій Омелянович         | 04.11.2010            | середня | позапартійний                                 | тимчасово не працює                                                                |
| 8                                                       | Кудас Євгеній Іванович             | 04.11.2010            | середня | позапартійний                                 | тимчасово не працює                                                                |
| 10                                                      | Каращук Олександр Петрович         | 04.11.2010            | середня | позапартійний                                 | Ветеринарна лікарня, лікар — ветеринар                                             |
| 12                                                      | Сєров Володимир Олександрович      | 04.11.2010            | середня | позапартійний                                 | «Дніпро-Агро», водій                                                               |
| 13                                                      | Плут Микола Олександрович          | 04.11.2010            | середня | член Комуністичної партії України             | тимчасово не працює                                                                |
| 14                                                      | Старовойтов Олексій Васильович     | 18.12.2011            | вища    | член Комуністичної партії України             | тимчасово не працює                                                                |
| 16                                                      | Яложенко Валентина Іванівна        | 04.11.2010            | середня | позапартійна                                  | Чорнянська укрпошта, листоноша                                                     |
| 17                                                      | Кучеренко Тетяна Іванівна          | 04.11.2010            | середня | позапартійна                                  | Чорнянська загальноосвітня школа I-III ст., вчитель                                |
| 18                                                      | Кучеренка Світлана Іванівна        | 04.11.2010            | середня | позапартійна                                  | Чорнянська укрпошта, листоноша                                                     |
| 19                                                      | Завгородній Валентин Олександрович | 04.11.2010            | середня | член Комуністичної партії України             | тимчасово не працює                                                                |
| 21                                                      | Коблянська Тетяна Миколаївна       | 04.11.2010            | середня | член Комуністичної партії України             | Фермерське господарство «Зоря», фермер                                             |
| Партія регіонів                                         |                                    |                       |         |                                               |                                                                                    |
| 4                                                       | Місюрка Галина Іванівна            | 04.11.2010            | середня | позапартійна                                  | Чорнянська сільська рада, спеціаліст II категорії з ведення бухгалтерського обліку |
| 5                                                       | Стецюк Юрій Михайлович             | 04.11.2010            | середня | позапартійний                                 | Футбольний сільський клуб «Колос», тренер                                          |
| 6                                                       | Курохта Леонід Григорович          | 04.11.2010            | середня | позапартійний                                 | пенсіонер                                                                          |
| 7                                                       | Стельманщук Ірина Іллівна          | 04.11.2010            | середня | позапартійна                                  | Чорнянська сільська рада, спеціаліст II категорії з ведення бухгалтерського обліку |
| 22                                                      | Жук Інна Миколаївна                | 04.11.2010            | середня | позапартійна                                  | Чорнянська сільська рада, секретар — друкарка                                      |
| Політична партія Всеукраїнське об'єднання «Батьківщина» |                                    |                       |         |                                               |                                                                                    |
| 2                                                       | Кучеренко Валентина Григорівна     | 04.11.2010            | середня | член Всеукраїнського об'єднання «Батьківщина» | Геріатричний пансіонат, медсестра                                                  |
| 11                                                      | Гриценко Людмила Олександрівна     | 04.11.2010            | вища    | член Всеукраїнського об'єднання «Батьківщина» | Чорнянська загальноосвітня школа I-III ст., вчитель                                |
| 15                                                      | Новикова Зіна Дмитрівна            | 04.11.2010            | вища    | позапартійна                                  | Чорнянська загальноосвітня школа I-III ст., вчитель                                |
| 20                                                      | Хома Ірина Вікторівна              | 04.11.2010            | середня | член Всеукраїнського об'єднання «Батьківщина» | Чорнянська сільська рада, секретар                                                 |
| Самовисування                                           |                                    |                       |         |                                               |                                                                                    |
| 1                                                       | Єложенко Інна Леонідівна           | 18.03.2012            | вища    | позапартійна                                  | Чорнянська ЗОШ I-III ст., вчитель                                                  |
| 9                                                       | Ситник Петро Леонідович            | 04.11.2010            | середня | позапартійний                                 | Сільське споживче товариство, охоронець                                            |
| 23                                                      | Цвєткова Олена Павлівна            | 04.11.2010            | вища    | позапартійна                                  | Чорнянська сільська рада, землевпорядник                                           |